# Stubben (Lauenburg)
Stubben er en kommune i det nordlige Tyskland, beliggende i Amt Sandesneben-Nusse i den nordvestlige del af Kreis Herzogtum Lauenburg. Kreis Herzogtum Lauenburg ligger i delstaten Slesvig-Holsten.

## Geografi
Stubben ligger omkring 32 km nordøst for Hamborg, 20 km sydvest for Lübeck, 17 km nordvest for Mölln og cirka 20 km vest for Ratzeburg.